# Топалов Дмитро Едуардович
Дмитро Едуардович Топалов (нар. 12 березня 1998, с. Ближнє, Донецька область, Україна) — український футболіст, лівий вінгер донецького «Шахтаря», який на правах оренди виступає за «ЛНЗ».

## Клубна кар'єра
Народився в селі Ближнє (Волноваський район), Донецька область. З 8-річного віку займався в академії «Шахтаря». З 2015 році виступав за юнацьку, а з 2016 року й замолодіжні команди донецького клубу. У 2015 році дебютував з «гірниками» в Юнацької лізі УЄФА U-19, виходив на поле у всіх шести матчах групового етапу, відзначившись двома голами й результативною передачею.
Наприкінці червня 2019 року відправивсяв оренду до «Маріуполя». У футболці «приазовців» дебютував 30 липня 2019 року в програному (1:2) виїзному поєдинку 1-о туру Прем'єр-ліги проти ковалівського «Колоса». Дмитро вийшов на поле на 76-й хвилині, замінивши Дмитра Мишньова. 25 червня 2021 року «Маріуполь» продовжив оренду Топалова на третій сезон.

## Кар'єра в збірній
Викликався до юнацьких збірних України різних вікових категорій. З 2018 по 2019 рік зіграв 6 матчів (2 голи) у футболці молодіжної збірної України.

## Стиль гри
|  | Топалов може закрити позицію як центрального, так і флангового атакуючого півзахисника. Постійно націлений на творення, протягом матчу здатний створити партнерам декілька гольових моментів. Вибухова швидкість, відмінний дриблінг і високий футбольний інтелект... |

## Титули та досягнення
«Шахтар»
- Чемпіон України (1): 2022-23